# 14-я Сибирская стрелковая дивизия
14-я Сибирская стрелковая дивизия — пехотное соединение Русской Императорской армии. Входила в состав 6-го Сибирского армейского корпуса.

## История дивизии
Была сформирована в июле 1914 года в Омске на базе кадров 11-й Сибирской стрелковой дивизии в связи с начавшейся в России мобилизацией. Из полков 11-й Сибирской дивизии в полки 14-й Сибирской дивизии было зачислено по 19 офицеров, 1 военному чиновнику и 262 солдата. 22 августа того же года под управление начальника дивизии был выделен 3-й Сибирский казачий полк, а 31 августа в состав дивизии была включена сформированная в тот же день 14-я Сибирская артиллерийская бригада.
В конце сентября Сибирская дивизия ступила на территорию Варшавской губернии, а через месяц была включена в состав 6-го Сибирского стрелкового корпуса 1-й армии Северо-Западного фронта. В начале ноября принимала участие в Лодзинской операции.
С февраля по май 1915 года находилась в подчинении 2-й армии того же фронта. В мае переведена в 4-ю армию. После Великого отступления 1915 года вместе со всем 6-м корпусом ненадолго переведена обратно во 2-ю армию Западного фронта. Затем отдана в подчинение 12-й армии Северного фронта, в составе которой пробудет до конца войны.
23 октября 1916 года в каждом из полков формирования были созданы по две пулемётные команды, вооруженные пулеметами Максима.
В конце января — начале февраля 1917 года 14-я Сибирская дивизия принимала участие в Митавской операции. В конце января от 14-й дивизии был выделен стрелковый батальон на формирование 18-й Сибирской стрелковой дивизии. 28 февраля для дивизии сформирована Инженерная рота.
В марте 1918 года 14-я Сибирская стрелковая дивизия, как и остальной 6-й Сибирский стрелковый корпус, была расформирована в г. Камышлов Пермской губернии.

## Состав дивизии

### Формирование соединения
- 1-я бригада
  - 53-й Сибирский стрелковый полк
  - 54-й Сибирский стрелковый полк
- 2-я бригада
  - 55-й Сибирский стрелковый полк
  - 56-й Сибирский стрелковый полк
- 14-я Сибирская артиллерийская бригада

1 октября 1914 года каждому из полков было пожаловано знамя образца 1900 года, с образом Спаса Нерукотворного на малиновой кайме.

### Начальники дивизии
- 19.07.1914 — 08.08.1914 — генерал-майор Редько Алексей Ефимович
- 08.08.1914 — 11.09.1914 — генерал-лейтенант фон Клодт Эдуард Карлович
- 11.09.1914 — 22.01.1917 — генерал-лейтенант Довбор-Мусницкий Константин Романович

### Командиры 14-й Сибирской артиллерийской бригады
- 25.07.1914 — после 09.03.1917 — полковник (позднее — генерал-майор) Мартусевич Антон Антонович